# Daytime Emmy Awards 2005
La cerimonia della 32ª edizione dei Daytime Emmy Awards (32nd Daytime Emmy Awards) si è tenuta al Radio City Music Hall di New York il 20 maggio 2005 e ha premiato i migliori programmi e personaggi televisivi del 2004.
I relativi Creative Arts Emmy Awards sono stati consegnati il 14 maggio.

## Daytime Emmy Awards

### Migliore serie drammatica
- General Hospital
- Così gira il mondo
- Febbre d'amore
- La valle dei pini

### Migliore attore in una serie drammatica
- Christian LeBlanc (Michael Baldwin) – Febbre d'amore
- Grant Aleksander (Phillip Spaulding) – Sentieri
- Steve Burton (Jason Morgan) – General Hospital
- Roger Howarth (Paul Ryan) – Così gira il mondo
- Michael E. Knight (Tad Martin) – Febbre d'amore
- Jack Wagner (Dominick Marone) – Beautiful

### Migliore attrice in una serie drammatica
- Erika Slezak (Victoria Lord) – Una vita da vivere
- Martha Byrne (Lily Walsh Snyder) – Così gira il mondo
- Kassie DePaiva (Blair Cramer) – Una vita da vivere
- Susan Flannery (Stephanie Forrester) – Beautiful
- Nancy Lee Grahn (Alexis Davis) – General Hospital
- Juliet Mills (Tabitha Lenox) – Passions
- Michelle Stafford (Phyllis Summers Abbott) – Febbre d'amore
- Kim Zimmer (Reva Shayne Lewis) – Sentieri

### Migliore attore non protagonista in una serie drammatica
- Greg Rikaart (Kevin Fisher) – Febbre d'amore
- Jeff Branson (Jonathan Lavery) – La valle dei pini
- Tyler Christopher (Nikolas Cassadine) – General Hospital
- Justin Deas (Buzz Cooper) – Sentieri
- Rick Hearst (Ric Lansing) – General Hospital
- Cameron Mathison (Ryan Lavery) – La valle dei pini

### Migliore attrice non protagonista in una serie drammatica
- Natalia Livingston (Emily Bowen-Quartermaine) – General Hospital
- Crystal Chappell (Olivia Spencer) – Sentieri
- Robin Christopher (Skye Chandler) – General Hospital
- Jeanne Cooper (Katherine Chancellor) – Febbre d'amore
- Ilene Kristen (Roxy Balsom) – Una vita da vivere
- Heather Tom (Kelly Cramer) – Una vita da vivere

### Migliore attore giovane in una serie drammatica
- David Lago (Raul Guittierez) – Febbre d'amore
- Scott Clifton (Dillon Quartermaine) – General Hospital
- Michael Graziadei (Daniel Romalotti) – Febbre d'amore
- Tom Pelphrey (Jonathan Randall) – Sentieri
- Jacob Young (J.R. Chandler) – La valle dei pini

### Migliore attrice giovane in una serie drammatica
- Eden Riegel (Bianca Montgomery) – La valle dei pini
- Jennifer Ferrin (Jennifer Munson) – Così gira il mondo
- Alexa Havins (Babe Carey) – La valle dei pini
- Crystal Hunt (Lizzie Spaulding) – Sentieri
- Adrianne Leon (Brook Lynn Ashton) – General Hospital

### Migliore team di sceneggiatori di una serie drammatica
- Così gira il mondo
- General Hospital
- Febbre d'amore
- Sentieri

### Migliore team di registi di una serie drammatica
- General Hospital
- Febbre d'amore
- Sentieri
- La valle dei pini